# Hi Score Girl
Hi Score Girl (ハイスコアガール?, Hai Sukoa Gāru) è un manga scritto e disegnato da Rensuke Oshikiri, serializzato sulla rivista seinen Monthly Big Gangan di Square Enix dal 25 ottobre 2010, fino al 25 settembre 2018, per un totale di 10 volumi. Un adattamento anime è andato in onda dal 13 luglio 2018 al 20 novembre 2019. L'anime conta due stagioni, per un totale di 24 episodi.
L'anime si distingue per il suo stile artistico unico e per le rappresentazioni molto precise della moltitudine di software e hardware di gioco presenti.

## Trama
Nel 1991 Haruo Yaguchi è un bambino al suo sesto anno delle elementari, essendo stato bocciato un anno, non è popolare e non ha particolari abilità nello studio e nello sport, se non per un'enorme passione e bravura per i videogiochi, in particolare per i picchiaduro arcade. Un giorno Haruo viene sfidato e sconfitto a Street Fighter II nella sua sala giochi da Akira Ōno, sua compagna di classe popolare, bella, intelligente e ricca, che lo sconfigge anche ad altri videogiochi e per più volte. Tra i due inizia una rapporto di rivalità, amicizia e amore.

## Personaggi

### Personaggi principali
Haruo Yaguchi (矢口 春雄（やぐち はるお)?, Yaguchi Haruo)/Haruo (ハルオ?, Haruo)
Doppiato da: Kōhei Amasaki (ed. giapponese), Manuel Meli (ed. italiana)
Haruo è il protagonista della storia. Ragazzo buono e allegro, molto appassionato ai videogiochi. Infatti passa molto tempo nelle sale giochi e a giocare. Passando molto tempo a giocare, però, non s'impegna molto nello studio. Non è molto perspicace: non riesce a comprendere ne i suoi sentimenti, ne quelli che provano le persone attorno a lui. Infatti si trova invischiato in un triangolo amoroso senza rendersene conto. Ha un lavoro part-time e riesce a prendere la patente del motorino. Inizialmente vede Akira come una rivale, una persona più brava di lui nei videogiochi che deve sconfiggere. Se inizialmente questo sentimento è vero, alla fine riesce a comprendere i propri sentimenti e a capire di amare Akira. Prima che essa parta, le promette che farà di tutto per poterla incontrare quando possibile e che una volta cresciuti le chiederà di sposarlo.
Akira Ono (大野 晶（おおの あきら)?, Ōno Akira)
Doppiata da: Sayumi Suzushiro (ed. giapponese), Roisin Nicosia (ed. italiana)
Akira è una ragazza molto timida e un po' fifona, di famiglia ricca (zaibatsu). È molto silenziosa e riesce ad esprimersi solo attraverso versi, gesti e smorfie. È molto intelligente e studiosa e la sua famiglia ha ottime aspettative su di lei, pertanto pretendo molto da lei. Perciò la sua educatrice, Moemi Gōda, è inizialmente molto severa nei suoi confronti, arrivando a toglierle ogni divertimento. Infatti la ragazza, non aveva amici, e riusciva a svagarsi soltanto attraverso i videogiochi, in cui è anche molto brava. Ciò gli ha permesso di conoscere e vedere Haruo, ragazzo di cui si innamora. Appena le viene impedito di poter frequentare Haruo e le sale giochi la ragazza compie gesta folli. Però grazie ad Haruo e a sua madre, Moemi diventa meno severa e le lascia più libertà. Akira si trova in competizione con Hidaka per contendersi Haruo. Alla fine parte per l'America promettendo il suo cuore ad Haruo.
Appare anche come personaggio ospite di supporto in Million Arthur: Arcana Blood.
Koharu Hidaka (日高 小春（ひだか こはる)?, Hidaka Koharu)
Doppiata da: Yūki Hirose (ed. giapponese), Benedetta Ponticelli (ed. italiana)
Koharu è compagna di classe delle medie di Haruo. È una ragazza introversa, allegra e studiosa. Inizialmente è colpita dalla felicità che prova Haruo nel giocare ai videogiochi e così inizia ad appassionarsi anche lei a questo mondo, finendo alla fine per innamorarsi di Haruo. Così inizia una rivalità con Akira e tenta più volte di dichiararsi all'ingenuo ragazzo. Quando Haruo riesce a capire i sentimenti di Koharu, ormai è tardi, perché è innamorato di Akira. Hidaka riesce comunque ad aiutare il ragazzo in uno dei suoi momenti più difficili, spronandolo ad andare a salutare Akira.

### Personaggi secondari
Makoto Ono (大野 真（おおの まこと)?, Makoto Ono)
Doppiata da: Chinatsu Akasaki (ed. giapponese), Francesca Rinaldi (ed. italiana)
Makoto è la sorella più grande di Akira. È una ragazza svogliata che non vuole sottostare alle dure regole della famiglia. Tiene molto alla sorella anche perché si ritiene responsabile, a causa del suo comportamento, per la dura condotta nei suoi confronti.  Si interessa molto al rapporto instaurato tra Haruo e Akira, dando consigli sia a l'uno che all'altra.
Miyao Kotaro (宮尾 光太郎（みやお こうたろう)?, Miyao Kōtaro)
Doppiato da: Kazuyuki Okitsu (ed. giapponese), Francesco Falco (ed. italiana)
Miyao è un compagno di scuola e un amico stretto di Yaguchi Haruo durante la scuola media e superiore. Agisce come una figura fraterna, specialmente nei confronti di Haruo, supportandolo sempre e dandogli consigli sull'amore senza giudicarlo. La sua preoccupazione per Haruo è così forte che, pur avendo sviluppato sentimenti per Ono, ha preferito tirarsi indietro per non interferire tra Haruo e Ono. Inoltre, Miyao è una persona che osserva molto e ha notato l'interesse amoroso di Hidaka per Haruo, riconoscendo come ciò abbia influenzato positivamente o negativamente il suo umore.
Namie Yaguchi (矢口 なみえ（やぐち なみえ）?, Namie Yaguchi)
Doppiata da: Satomi Arai (ed. giapponese), Valeria Vidali (ed. italiana)
Namie è la mamma di Haruo. Cerca di consigliare al meglio il figlio. Nonostante possa comportarsi in modo strano e fare battute che infastidiscono suo figlio, è evidente che tiene molto a Haruo e persino ad Akira. Di solito, cerca di rimproverare o punire Haruo quando fa qualcosa di scortese o ottiene cattivi voti. Inoltre fa prendere coscienza a Moemi di come tratta Akira.
Jiya (じいや?, Jiiya)
Doppiato da: Chō (ed. giapponese)
Jiya è l'autista personale di Akira. Vuole molto bene alla ragazza al punto da rischiare il suo lavoro per lei. Inoltre cerca sempre di renderla felice, oltre a darle dei consigli quando necessario.
Moemi Goda (業田 萌美（ごうだ もえみ）?, Gōda Moemi)
Doppiata da: Shizuka Itō (ed. giapponese), Laura Facchin (ed. italiana)
Moemi è l'educatrice di Akira. Inizialmente è molto severa e pretenziosa con la ragazza, sebbene tenga molto a lei, senza accorgersi di farla soffrire. Dopo aver discusso con Namie, però, riesce a comprendere meglio il suo ruolo, diventando più permissiva e trattando Akira come una normale ragazzina.

## Media

### Manga
La serie è stata nominata al sesto Manga Taishō e al 17º Premio culturale Osamu Tezuka. È arrivato nono al Gran Premio di Comic Natalie nel settembre 2013 ed ha ottenuto il secondo posto nel sondaggio "top 20 manga per lettori maschi" di Kono manga ga sugoi! nell'edizione 2013. Il manga conta un totale di 63 capitoli in 10 volumi, mentre in Italia è inedito.
Il 25 dicembre 2019 prende inizio, sempre sulla rivista Monthly Big Gangan di Square Enix, uno spin-off intitolato Hi Score Girl DASH (ハイスコアガールDASH?). La storia, scritta sempre da Rensuke Ohshikiri, ha come protagonista una Hidaku Koharu ormai trentenne e insegnante di scuola media. La sua chiusura caratteriale ed emotiva, tuttavia, non le permette di relazionarsi proficuamente con la sua classe piena di soggetti problematici. Nonostante tutto Hidaka crede nel suo ruolo e tiene ai propri studenti, e tramite la sua passione per i videogiochi intravede un modo per stringere un forte legame con loro.

#### Volumi
| Nº | Titolo italiano Giapponese 「Kanji」 - Rōmaji                  | Data di prima pubblicazione             | Data di prima pubblicazione |
| Nº | Titolo italiano Giapponese 「Kanji」 - Rōmaji                  | Giapponese                              |                             |
| 1  | High Score Girl 1 「ハイスコアガール 1」 - Hai Sukoa Gāru 1    | 25 febbraio 2012 ISBN 978-4-7575-3512-1 |                             |
| 2  | High Score Girl 2 「ハイスコアガール 2」 - Hai Sukoa Gāru 2    | 25 giugno 2012 ISBN 978-4-7575-3642-5   |                             |
| 3  | High Score Girl 3 「ハイスコアガール 3」 - Hai Sukoa Gāru 3    | 25 dicembre 2012 ISBN 978-4-7575-3841-2 |                             |
| 4  | High Score Girl 4 「ハイスコアガール 4」 - Hai Sukoa Gāru 4    | 25 giugno 2013 ISBN 978-4-7575-3956-3   |                             |
| 5  | High Score Girl 5 「ハイスコアガール 5」 - Hai Sukoa Gāru 5    | 25 dicembre 2013 ISBN 978-4-7575-4188-7 |                             |
| 6  | High Score Girl 6 「ハイスコアガール 6」 - Hai Sukoa Gāru 6    | 25 luglio 2016 ISBN 978-4-7575-5044-5   |                             |
| 7  | High Score Girl 7 「ハイスコアガール 7」 - Hai Sukoa Gāru 7    | 25 gennaio 2017 ISBN 978-4-7575-5227-2  |                             |
| 8  | High Score Girl 8 「ハイスコアガール 8」 - Hai Sukoa Gāru 8    | 24 marzo 2018 ISBN 978-4-7575-5679-9    |                             |
| 9  | High Score Girl 9 「ハイスコアガール 9」 - Hai Sukoa Gāru 9    | 25 giugno 2018 ISBN 978-4-7575-5768-0   |                             |
| 10 | High Score Girl 10 「ハイスコアガール 10」 - Hai Sukoa Gāru 10 | 25 marzo 2019 ISBN 978-4-7575-6076-5    |                             |

### Anime
L'anime è realizzato in CG. Gli episodi sono intitolati "ROUND 1" fino a "ROUND 12". In coda all'ultimo episodio compare la scritta "CONTINUE!" seguita da "ROUND 13-15" a sua volta seguita da quella con l'annuncio dell'uscita di tre OAV nel marzo 2019. I tre OAV sono usciti il 20 marzo 2019 con il titolo Hi Score Girl: Extra Stage (ハイスコアガール EXTRA STAGE?, Hai Sukoa Gāru EXTRA STAGE).
In Italia la serie è stata pubblicata in versione doppiata su Netflix a partire dal 24 dicembre 2018 per i primi dodici episodi mentre i successivi tre, ovvero gli OAV, sono usciti il 20 marzo 2019 in contemporanea con il Giappone. Il 9 aprile 2020 è uscita, sempre su Netflix, la seconda stagione doppiata.
Le sigle di apertura e chiusura dall'episodio 1-15 sono rispettivamente: New Stranger delle Sora Tob Sakana e Houkago Distraction di Etsuko Yakushimaru. Le sigle di apertura e chiusura dall'episodio 16-24 sono rispettivamente: Flash delle Sora Tob Sakana e Unknown World Map di Etsuko Yakushimaru.

#### Prima stagione
| Nº | Titolo italiano | In onda           | In onda          |
| Nº | Titolo italiano | Giapponese        | Italiano         |
| 1  | ROUND 1         | 13 luglio 2018    | 24 dicembre 2018 |
| 2  | ROUND 2         | 20 luglio 2018    | 24 dicembre 2018 |
| 3  | ROUND 3         | 28 luglio 2018    | 24 dicembre 2018 |
| 4  | ROUND 4         | 4 agosto 2018     | 24 dicembre 2018 |
| 5  | ROUND 5         | 11 agosto 2018    | 24 dicembre 2018 |
| 6  | ROUND 6         | 18 agosto 2018    | 24 dicembre 2018 |
| 7  | ROUND 7         | 25 agosto 2018    | 24 dicembre 2018 |
| 8  | ROUND 8         | 1º settembre 2018 | 24 dicembre 2018 |
| 9  | ROUND 9         | 8 settembre 2018  | 24 dicembre 2018 |
| 10 | ROUND 10        | 15 settembre 2018 | 24 dicembre 2018 |
| 11 | ROUND 11        | 22 settembre 2018 | 24 dicembre 2018 |
| 12 | ROUND 12        | 29 settembre 2018 | 24 dicembre 2018 |
| 13 | ROUND 13        | 20 marzo 2019     | 20 marzo 2019    |
| 14 | ROUND 14        | 20 marzo 2019     | 20 marzo 2019    |
| 15 | ROUND 15        | 20 marzo 2019     | 20 marzo 2019    |

#### Seconda stagione
| Nº | Titolo italiano | In onda          | In onda       |
| Nº | Titolo italiano | Giapponese       | Italiano      |
| 16 | ROUND 16 | 26 ottobre 2019  | 9 aprile 2020 |
| 17 | ROUND 17 | 2 novembre 2019  | 9 aprile 2020 |
| 18 | ROUND 18 | 9 novembre 2019  | 9 aprile 2020 |
| 19 | ROUND 19 | 16 novembre 2019 | 9 aprile 2020 |
| 20 | ROUND 20 | 23 novembre 2019 | 9 aprile 2020 |
| 20 | Koharu sfida Akira a Super Street Fighter II per decidere, una volta per tutte, chi fra i due si deve aggiudicare Haruo. Dopo due turni stanno uno a uno e rimane soltanto, l'ultimo scontro decisivo. Intanto Haruo si sta impegnando per prendere la patente dello scooter. Così accantona la sua passione per i videogiochi, per far colpo su Akira. Riesce così a prendere la patente e va subito a casa della ragazza, la quale, però, prende le distanze da lui. |                  |               |
| 21 | ROUND 21 | 30 novembre 2019 | 9 aprile 2020 |
| 21 | Haruo incomincia a pensare al rapporto con Akira e ai momenti passati con lei. Capisce che se, inizialmente, il legame che li legava era la rivalità, ben presto questo legame viene sostituito da altro: amore. Il ragazzo riesce, quindi, a comprendere i propri sentimenti e decide di confidarsi con i suoi amici per farsi aiutare sul come affrontare la situazione. Così decide di dichiararsi ad Akira dopo aver vinto al torneo di Street Fighter che si terra ad Osaka e dove dovrebbe partecipare la stessa Akira. Intanto Makoto rivela la questione ad Akira che così riesce ad avere il consenso da Moemi per poter andare ad Osaka. Però qualcosa non va nella ragazza. Makoto infatti scopre che la sorella, per ordine dei genitori, dovrà trasferirsi in America per frequentare il liceo. Capisce quindi che il piano della sorella è quello di vincere il torneo per impedire ad Haruo di dichiararsi e quindi, di troncare il rapporto con lui prima della sua partenza. |                  |               |
| 22 | ROUND 22 | 7 dicembre 2019  | 9 aprile 2020 |
| 22 | Akira e Haruo arrivano ad Osaka il giorno prima del torneo e passano la giornata a giocare nelle varie sale da gioco della città. I due si sfidano in diversi videogiochi, ma è sempre Akira ad avere la meglio su di lui. Arrivata la sera i due vanno in hotel. Stanno in due camere separate, l'una accanto all'altra. Haruo vuole stare con Akira, ma si vergogna un po' nell'andarla a trovare. Così la fa spaventare ed è "costretto" ad accogliere la ragazza nella sua stanza. Alla fine i due si ritrovano a dormire insieme. |                  |               |
| 23 | ROUND 23 | 14 dicembre 2019 | 9 aprile 2020 |
| 23 | Durante la notte Akira stuzzica Haruo per tutta la notte, così Haruo non riesce a dormire. Arrivato al torneo vengono divisi in diversi gruppi e solo il primo di ogni gruppo potrà accedere alla seconda fase che consentirà di arrivare in finale. Haruo riesce ad arrivare primo nel suo gruppo, mentre Akira, demotivata, perde al primo turno. Però non tutto è perduto. Infatti è disponibile un'ulteriore posto per entrare nella seconda fase, in cui ogni perdente della prima fase si contenderà questo posto. Così, una ritrovata e molto decisa Akira, riesce a vincere e ad accedere alla seconda fase. Arrivati alla seconda fase, Akira e Haruo, riescono a vincere fino a ritrovarsi, uno contro l'altra, in semifinale. La battaglia ha inizio e conta di una vittoria a testa, ma manca l'ultimo scontro per decretare il vincitore. |                  |               |
| 24 | ROUND 24 | 21 dicembre 2019 | 9 aprile 2020 |
| 24 | Lo scontro viene vinto da Akira e Haruo viene anche a conoscenza che la ragazza dovrà partire per l'America. Haruo si demoralizza al tal punto che non riesce più a giocare ai videogiochi. Arrivato il giorno della partenza, Makoto porta l'anello che Haruo aveva regalato ad Akira, per conto della sorella. Haruo confessa di non voler andare a salutare Akira dopo la sconfitta perché ormai era tutto inutile. Cosi vaga per la città fino ad arrivare da Hidaka dove scopre dello scontro avvenuto tra lei e Akira. La ragazza gli dice che Akira aveva voluto far quella sfida per lasciarle carta bianca, in quanto sapendo di dover partire, voleva che ci provasse Hidaka con Haruo. Intanto Haruo confessa che Akira le aveva restituito l'anello, ma Hidaka lo rimprovera perché sa che gli ha dato l'anello per farselo riportare. Così Haruo rincuorato da questo parole, si rianima e parte per raggiungere l'aeroporto. Alla fine incontra Akira e dopo un forte abbraccio le consegna l'anello, promettendole che avrebbe fatto di tutto per poterla venire a trovare e passare del tempo con lei e che una volta cresciuto le avrebbe chiesto di sposarla. L'episodio finisce con Akira che parte. |                  |               |

## Controversie legali
Nell'agosto 2014 SNK Playmore ha denunciato Square Enix per aver violato i copyright di personaggi di videogiochi di sua proprietà, come The King of Fighters, Samurai Shodown, Fatal Fury e altri titoli, citandoli e usandoli nel manga senza chiederne il permesso. Gli uffici di Square Enix sono stati perquisiti dalla polizia di Osaka ed alcuni redattori e l'autore interrogati. Square Enix ha di sua spontanea volontà sospeso temporalmente la pubblicazione del manga su rivista e ha ritirato tutte le copie cartacee e digitali del manga in circolazione. Nell'agosto del 2015 SNK e Square Enix hanno poi raggiunto un accordo sull'utilizzo delle opere SNK all'interno del manga, riprendendo la pubblicazione e la vendita del manga. I vecchi volumi sono stati ripubblicati con il titolo High Score Girl CONTINUE.